# نووگلاستوفکا
نووگلاستوفکا (به لاتین: Novogalstovka) یک منطقهٔ مسکونی در روسیه است که در سرزمین آلتای واقع شده‌است.